# První nikajský koncil
První nikajský koncil, též nicejský koncil,  svolal císař Konstantin v roce 325 do maloasijského města Nikáje (lat. Nicaea). Jedná se o první ekumenický koncil, shromáždění biskupů celé křesťanské církve. Na sněm přijeli biskupové především z východní poloviny římské říše, římského biskupa Silvestra I. zastupovali delegáti. Název jej odlišuje od méně významného druhého nikajského koncilu. Biskupové z Persie a z jiných míst mimo území římské říše nebyli na koncil pozváni.
Hlavním věroučným výsledkem koncilu bylo nikajské vyznání víry uznávající Ježíše Krista za plného a pravého Boha a zavržení ariánství. V oblasti liturgie to bylo stanovení jednotného data Velikonoc, nejdůležitějšího křesťanského svátku. A dále to bylo vydání kánonů, prvních koncilních zákonů tvořících základ kanonického práva.
Nikajský koncil řešil zásadní otázky křesťanské společnosti v době po legalizaci tohoto náboženství milánským ediktem roku 313. Vytvořil základ, který přijala a dosud vyznává většina křesťanských církví. Na druhou stranu ariánství nadále koexistovalo a koncil na věroučném základě církev rozdělil na pravověrné a jimi zavržené heretiky, což je konfesijní štěpení na různé církve pro další křesťanské dějiny charakteristické. 

## Průběh koncilu

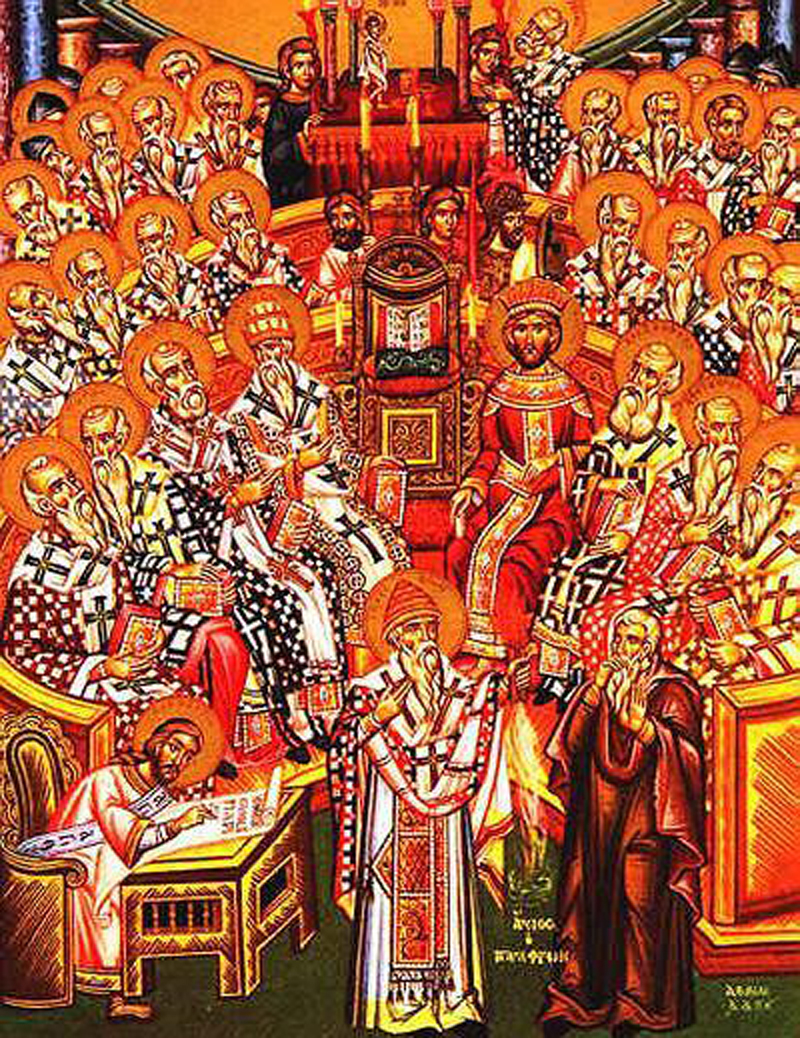
První nikajský koncil na pravoslavné ikoně

Nejvýznamnějšími účastníky byly patriarchové dvou hlavních východokřesťanských měst, Alexander Alexandrijský a Eustathios Antiochijský. Celkový počet účastníků udávaný svědky se liší: Eusebios z Kaisareie píše přes 250, Eustathios asi 270, Athanasios 318.
Koncil byl zahájen 20. května 325 v ústřední budově císařského paláce, kde byla předběžně projednána otázka ariánství. Při této diskusi, které se alexandrijský kněz Areios a jeho egyptští přívrženci nejspíše neúčastnili, hráli důležitou úlohu Areiovi zastánci z řad biskupů, zvláště biskup Eusebios z Nikomédie. Pravidelná zasedání však započala teprve s příjezdem císaře Konstantina I. Po úvodní řeči v latině ustanovil císař též koncilní pořádek – způsob, kterým se mělo při jednání postupovat. Předsedajícím koncilu byl nejspíše biskup Hosius z Córdoby. Po zasedání, které trvalo celý měsíc, koncil slavnostně vyhlásil nikájské vyznání víry. Toto vyznání víry přijala většina přítomných biskupů.
Do jednání o vyznání víry aktivně vstoupil Eusebios z Kaisareie. Přednesl vlastní vyznání víry, s nímž císař a většina biskupů souhlasila. Hlavní Eusebiovou snahou byl pokoj v církvi a Eusebios se v této věci snažil vyjít císaři vstříc. Císař Konstantin navrhl připojit k Eusebiovu vyznání pojem homoúsios. Nejspíše tato iniciativa vedla k vytvoření nového kréda, které se lišilo od Eusebiova vyznání nejen přijetím obratu homoúsios tó patri, „soupodstatný s Otcem“, a bylo sněmem v Níkáji přijato jako níkajské vyznání víry.
25. července 325 byl koncil ukončen. Při závěrečné řeči císař Konstantin I. opět zdůraznil, jak mu záleží na pokoji v církvi i říši. V okružním listu pak informoval o výsledcích jednání a shodě ohledně slavení Velikonoc.
Synoda roku 327 zpochybnila usnesení 1. nikajského koncilu týkající se vyloučení některých zastánců Areia a jeho nauky (např. Eusebia z Níkomédie). Pokračovaly také teologické spory o pojetí a vyjádření vztahu mezi osobami v Trojici, které zapříčiňovaly rozdělení církve po celé 4. století.

## Nikajské vyznání a arianismus
Koncil se zabýval sporem o nauku Areia z Alexandrie zvanou ariánství, který se týkal povahy Kristovy osoby a vztahu Božího Syna k Bohu Otci. Koncil odmítl výrazy „bylo, kdy Syn nebyl“, „Syn není z jiné usie nebo hypostaze“ a „(Syn) nebyl, dříve než byl zrozen“, čímž se chtěl jasně vymezit proti Areiovi. Na koncilu bylo zformulováno nikájské vyznání víry, které především výrazy „Syn je soupodstatný s Otcem“ a „Syn je z Otcovy podstaty“ znovu arianismus odmítlo.

## Výsledky koncilu
- Nicejské vyznání – text kréda, kterým se vyznává božství Ježíše Krista
- Odsouzení ariánství popírající Ježíšovo božství jako herezi
- Snaha o smíření s dalšími herezemi: novatiáni, melitiáni (obdoby donatistů) a omezení pravomocí Melétia z Lykopole, nutnost opětovného křtu pro pauliány, stoupence adopcionismu Pavla ze Samosaty
- Metoda pro výpočet data Velikonoc nezávislá na židovském kalendáři a pesachu. V té době se používaly dva způsoby, římský a alexandrijský a nikajský koncil se rozhodl pro ten alexandrijský, který se užívá až do současnosti.
- Vyhlášení patriarchátů – velkých církevních provincií, nad kterými měli pravomoci biskupové v Římě, Antiochii a Alexandrii
- Formulování kanonických zákonů, počátek kanonického práva